# Pribislav
Pribislav I af Mecklenburg (tysk: Pribislaw, død i Lüneburg 30. december 1178) var fra 1160 fyrste af obotritterne samt fra 1167 sachsisk lensfyrste af Mecklenburg. Han ophøjedes 1171 til tysk rigsfyrste. Søn af fyrst Niklot af obotritterne (død 1160).

## Liv og gerning
Efter faderens død 1160 overgav Pribislav og broderen Vartislav Werle, satte ild på borgen og trak sig tillbage til landets indre dele. Senere på året 1160 sluttede de fred med den welfiske hertug Henrik Løve og overlod til ham hele det af ham allerede erobrede område. Kun distrikterne Kessin og Circipania med fæstningspunktet Werle forblev i brødrenes hænder, men under Henrik Løves overhøjhed. Pribislav konverterede samme år til kristendommen.
De obodritiske fyrsters kamplyst vendte dog snart tilbage. Brødrene forberedte et angreb i foråret 1163, men hertugen kendte til deres planer og gjorde et fremstød mod den stærkt befæstede borg Werle. Med hjælp af belejringsmaskiner og angrebstårne af træ erobrede hertugen Werle og tilfangetog Vartislav samt et stort antal slaviske herrer. Vartislav blev ført til Braunschweig, hvorefter Pribislav opgav modstanden og sluttede fred.
Fredsslutningen 1163 varede dog ikke længe. Da broderen Vartislav endnu sad fængslet, tog Pribislav på dennes opfordring på ny kampen op i februar 1164, nu med hjælp af de pommerske fyrster. Han overrumplede og indtog fæstningen Mecklenburg, da dens leder Heinrich von Schooten var fraværende. Et blodbad fulgte blandt stedets flamlandske indbyggere, og kvinder og børn førtes bort i fangenskab. Efter dette overgav Quetzin og Malchow sig uden kamp, da Pribislav lovede deres besætninger frit lejde. Alene borgerne i Ilow og Schwerin, begge under Gunzelin von Hagens ledelse, bød fortsat modstand.
I sommeren 1164 gik hertug Henrik til modangreb, støttet af Danmark og talrige sachsiske adelsmænd. Ved Malchow hængtes den tilfangetagne Vartislav offentligt, idet hertugen regnede ham som ophavsmand til oprøret. Derefter sendtes en fortrop under ledelse af grev Adolf II af Holsten og grev Reinhold von Dithmarschen østpå mod grænsefæstningen Demmin. Den 1. juli 1164 stod så slaget ved Verchen vest for Demmin, langs Kummerower See. Den slavisk-pommerske hær var talmæssigt overlegen, men efter en hård kamp fik sachserne et afgørende overtag. Slaverne led store tab, og de pommerske fyrster måtte overgive Demmin. Pribislav selv flygtede ind i Pommern.
Pribislav underkastede sig i 1167 endegyldigt hertug Henrik Løve. Pribislav kunne fra dette år kalde sig sachsisk lensfyrste af Mecklenburg-Rostock samt fra 1171 tysk rigsfyrste. Han valgte Werle som residens.
Da Pribislav i 1167 fik terra Obodritorum tilbage (samt Schwerin) som vasal af hertug Henrik Løve, blev der indgået et nært forbund mellem de to, som siden holdt. Alliancen bekræftedes med et ægteskab mellem Pribislavs søn og en illegitim datter af hertugen.
1172-1173 fulgte Pribislav Henrik Løve til Jerusalem.
Pribislav oprettede i 1171 klosteret Doberan i distriktet Kessin og bistod Danmark mod Pommern-Rügen. Den 30. december 1178 fandt han under en turnering ved det hertugelige hof i Lüneburg sin død. Sønnen Henrik Burwin og broderen Vartislavs søn Nikolaus indledte derefter kampe om hans arv.

## Ægteskab og børn
Pribislav giftede sig 1140/1145 med Woizlawa af Pommern (død 1172, begravet i Doberan). Parret fik følgende børn:
1. Henrik Burwin I af Mecklenburg (død 1227), fyrste af Mecklenburg
2. en datter (død 1182), gift med greve Bernhard af Poppenburg (død 1181)